# Становой (Воронежская область)
Становой — хутор в Подгоренском районе Воронежской области. Входит в состав Семейского сельского поселения.

## География
Хутор Становой расположен в 18 км к юго-востоку от центра района — посёлка городского типа Подгоренский.

## Население
| 2010 |
| ---- |
| 31   |